# Bourgon (Italie)
Bourgon (en italien, Borgone Susa) est une commune italienne d'environ 2 400 habitants, située dans la ville métropolitaine de Turin, dans la région Piémont, dans le nord-ouest de l'Italie.

## Administration
| Période                                  | Période  | Identité       | Étiquette    | Qualité |
| ---------------------------------------- | -------- | -------------- | ------------ | ------- |
| 14 juin 2004                             | En cours | Simona Pognant | lista civica |         |
| Les données manquantes sont à compléter. |          |                |              |         |

### Hameaux
AchitChiampano

### Communes limitrophes
Condoue, Saint-Didier, Villar-Fouchard, Saint-Antonin